# النبرگ (بادن-وورتمبرگ)
النبرگ (بادن-وورتمبرگ) (به آلمانی: Ellenberg) یک شهر در آلمان است که در استالبکرایس واقع شده‌است.